# Subentro
Il subentro è l'azione e risultato del subentrare o successione. Si usa spesso per indicare il cambio di intestazione in un contratto.

## Tipologie di utilizzo
Spesso le aziende telefoniche adottano questo sistema per cambiare l'intestatario di un'utenza telefonica. Si utilizza anche nell'ambito immobiliare per indicare la successione di proprietà di una persona fisica o di un'azienda.